# 청근옹주
청근옹주(淸瑾翁主, 1758년~ 1835년 음력 9월 1일)는 조선의 왕족이다. 장조와 경빈 박씨의 딸로, 청근현주(淸瑾縣主)라고도 한다. 성은 이, 본관은 전주이다. 고종 때 옹주로 추봉되었다.

## 생애

### 가계
장조(사도세자)의 딸로, 어머니는 장조의 후궁 경빈 박씨이다. 경빈 박씨는 원래 숙종의 3번째 왕비 인원왕후의 나인 출신으로. 1757년(영조 33년) 사도세자의 승은을 입고 청근옹주와 은전군을 낳았으나, 1761년(영조 37년) 남편에게 살해당했다. 박씨는 사망 당시 세자의 후궁이었기에 품계는 종6품 수칙이었다.

### 현주 시절
청근옹주는 세자의 후궁의 딸이었기에, 옹주가 아닌 정3품 현주에 봉해졌다. 청근현주는 1768년(영조 44년) 음력 12월 14일 홍양유의 아들 홍익돈과 혼인하였으며, 홍익돈은 당은첨위(唐恩僉尉)에 봉해졌다.
그러나 영조는 3년이 지난 1771년(영조 47년) 음력 12월 7일에야 청근현주의 길례를 이듬해 봄에 시행할 것을 명하였으며, 이 길례에 맞춰 청근현주의 집을 수리하도록 하였다. 한편 1777년(정조 원년)에는 유일한 동복 남매인 은전군이 역모를 꾀했다는 혐의를 뒤집어 쓰고 사사되었다. 이후 1827년(순조 27년) 음력 1월 1일부터는 매년 설날마다 호조를 통해 청근현주에게 옷감과 음식을 정1품에 의거하여 보내도록 하였다.
청근옹주는 1835년(헌종 원년) 음력 9월 1일에 사망하였다. 이후 예장도(禮葬圖)를 살펴서 그에 맞게 장례를 치렀다.

### 사후
대한제국 때인 1899년(고종 36년, 광무 3년) 9월 1일 아버지 사도세자가 장종(莊宗)으로 추존되면서, 9월 12일에 청근현주의 생모 박씨는 종1품 귀인으로 추증되었고, 왕의 서녀가 된 청근현주 역시 9월 21일 청근옹주(淸瑾翁主)로 추증되었다. 그와 함께 옹주의 남편 홍익돈에게는 당은위(唐恩尉)를 추증하였다.
한편 부왕 장종은 이 해 12월 7일 묘호가 장조로 높아지고 의황제의 제호를 받았다. 또 2년 후 1901년(고종 38년, 광무 5년) 10월 17일 옹주의 생모 박씨도 귀인에서 정1품 빈으로 진봉되어 경빈이 되었다.

## 가족 관계
본가
- 아버지 : 추존 장조(莊祖, 사도세자, 1735 ~ 1762)
- 어머니 : 경빈 박씨(景嬪 朴氏, ?~1761)
  - 동생 : 은전군 찬(恩全君 禶, 1759~1778)

시가
- 시아버지 : 홍양유(洪亮猷)
- 시어머니 : 미상
  - 부마 : 당은위 홍익돈(唐恩尉 洪益惇)
    - 양자 : 홍병기(洪秉箕)
      - 손자 : 홍난섭(洪蘭燮)

## 청근옹주가 등장하는 작품
- 소설 《하님》(정유석 저)